# Charlotte Guest
Charlotte Elizabeth Guest, también conocida como Lady Charlotte Guest (nacida Bertie) (19 de mayo de 1812 - 15 de enero de 1895), fue una aristócrata, traductora y empresaria británica, conocida por su estudio de la literatura y la lengua galesas, así como por la traducción al inglés de la obra medieval Mabinogion.

## Biografía
Charlotte Guest nació el 19 de mayo de 1812 en Uffington, Lincolnshire, hija de Albemarle Bertie, IX conde de Lindsey (1744-1818), y de su segunda esposa Charlotte Susanna Elizabeth Layard.  Fue bautizada como Lady Charlotte Elizabeth Bertie. Su padre falleció cuando ella solo tenía seis años. En 1818 su casa se incendió pero Charlotte consiguió escapar. Su madre, en tanto, volvió a contraer matrimonio, esta vez con el  sacerdote Peter Pegus, que no era del agrado de Charlotte. Tuvo dos hermanos y medias hermanas más jóvenes. Su progenitora pasó de ser una mujer activa a sufrir los estragos de una enfermedad que la obligó a guardar reposo. Fue entonces cuando Charlotte se vio obligada a asumir las responsabilidades de su madre y hacerse cargo de la casa.
Guest se interesó por la política desde muy temprana edad. Asimismo, estudió árabe, hebreo y persa de forma autodidacta, y latín, griego, francés e italiano con el tutor de su hermano.
Contrajo matrimonio en dos ocasiones, primero con el empresario e ingeniero galés John Josiah Guest (1785-1852), con quien tuvo diez hijos, y tras la muerte de este, se casó con el erudito y político conservador inglés Charles Schreiber (1826-1884).
Guest falleció el 15 de enero de 1895 en el palacete de Canford, en Dorset.

## Obra

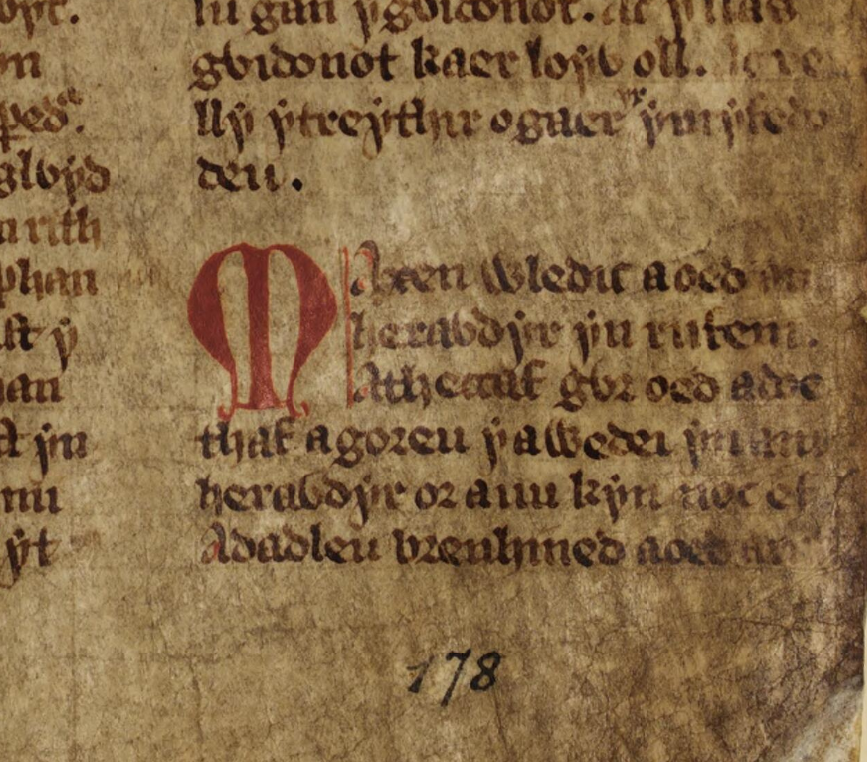
Comienzo de "El sueño de Macsen Wledig", tomado del Libro blanco de Rhydderch, f.45.r

Cuando Guest se estableció en Gales, ya dominaba siete idiomas. Recibió el influjo del movimiento social cartista. Aprendió galés y entabló amistad con los celtistas de la Sociedad Galesa de Abergavenny (galés: Cymdeithas Cymreigyddion y Fenni), entre los cuales se encontraban Thomas Price y John Jones (Tegid). Ambos le apoyaron en su trabajo. Theodore Hersart de la Villemarqué mantuvo una relación cordial con Guest, especialmente en lo que se refiere al estudio de fuentes bretonas, pero terminaría por plagiar su obra. Guest tradujo varios poemas y cancioneros medievales. En 1837 comenzó a traducir Mabinogion del galés al inglés. John Jones (Tegid) le consiguió una copia del manuscrito Llyfr Coch Hergest, que tomó prestada del juez Bosanquet, quien le había encomendado a él la traducción de la obra cuando era un estudiante en Oxford. El primer cuento que tradujo Guest a partir de la transcripción de Tegid fue "The Lady of the Fountain" (La dama de la fuente) u "Owain," que tuvo buena acogida cuando se publicó en 1838.
Algunos de los personajes de los cuentos ya habían sido descritos por  William Owen Pughe en Myvyrian Archaiology of Wales. Pughe publicó una traducción del primer capítulo de Pwyll, de la Primera Rama, en 1795, y de nuevo en 1821. El erudito galés tradujo todos los cuentos pero su obra nunca llegó a publicarse tras su muerte en 1835. Guest no se basó en las traducciones de Pughe, aunque sí recurrió a un diccionario galés que Pughe había completado en 1803.
El Mabinogion de Guest se convirtió en la primera traducción del material en ser publicada siguiendo un formato moderno. Se publicó en siete volúmenes entre 1838 y 1845. Los primeros volúmenes están dedicados a la materia de Bretaña. En 1849 la obra fue reeditada y publicada en tres volúmenes: el volumen I contiene los romances galeses Y Tair Rhamant, Peredur y Geraint ac Enid; el volumen II contiene Culhwch ac Olwen y El sueño de Rhonabwy. El tercer volumen, por su parte, contiene Mabinogion y Taliesin. Geraint ac Enid (Geraint y Enid) en el volumen I sirvió de fuente para los poemas sobre Geraint en los Idilios del rey del escritor Alfred Tennyson.
Tanto los siete volúmenes de 1838-45 como los tres volúmenes publicados en 1849 son bilingües y muestran el texto transcrito por Tegid y la traducción al inglés de Guest. Los textos son ricos en fuentes académicas a pie de página, sobre todo en inglés. Los libros tienen cubierta de cuero con marco dorado y se publicaron simultáneamente en Llandovery, Gales, y en Londres. La edición de 1877 solo presenta la traducción al inglés.